# Krupnik (Suppe)

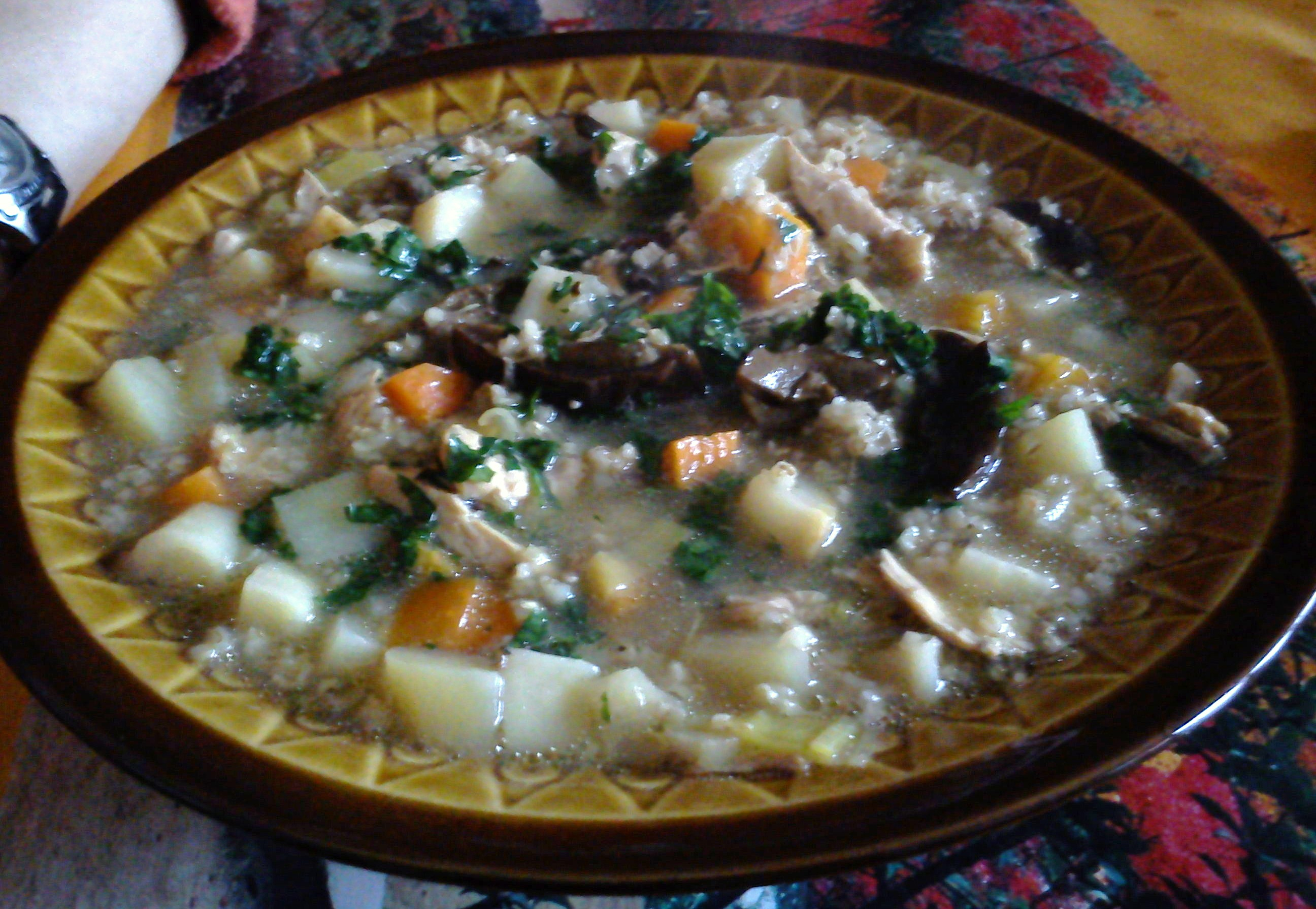
Krupnik Suppe, Poznań, Polen

Krupnik ist eine einfache Getreidesuppe aus der polnischen, baltischen und jüdischen Küche. Normalerweise wird Krupnik aus Rollgerste oder aus Buchweizen mit Gemüse wie Karotten, Lauch, Selleriewurzel, Kohl und/oder Pilzen zubereitet.
Das jiddische Sprichwort “Beser bay zikh krupnik, eyder bay yenem gebrotns” bedeutet „Besser Gerstensuppe zu Hause als ein Braten bei jemand anderem zu Hause“ und spiegelt die Tatsache wider, dass Krupnik in Polen und den baltischen Staaten nichts Besonderes war und an Wochentagen gegessen wurde; in einigen Haushalten wurde es sogar täglich gegessen. Der Name krupnik entstand aus dem slawischen Wort krupa für geschälte Gerteidekörner. Krupnik ist in Jewish Encyclopedia (New York) von 1903 in einer Liste von Suppenrezepten enthalten, die sowohl unter Juden als auch unter Nichtjuden verbreitet waren.
Krupnik ist auch der Name für ein alkoholisches Getränk.